# Hos Mickey
Hos Mickey (engelsk: House of Mouse) er en animeret tv-serie i 52 afsnit, produceret af Walt Disney Television, og først vist 2001-2003. I serien driver Mickey Mouse og hans venner natklubben "Hos Mickey", der frekventeres af figurer fra Disneys film og tv-serier. I showet indgår også en række kortfilm.

## Kritik
Hos Mickey har fået blandet kritik.
En del Disney-fans har haft negativ kritik om Hos Mickey. De mener at;
- Fedtmule er meget dummere, end han plejer at være.
- Mickey Mouse og de andre Disney-figurer er blevet meget egoistiske og ligefrem grove.
- det ofte bliver nævnt at O Malley og baggårdskattene fra Aristocats er aftenens musikindslag, selvom dette dog ikke er sandt eller aldrig bliver vist.
- serien virker som en selv-parodi på både gamle og nye Disney-Film.

Den positive kritik er dog, at man for første gang har fået lov at opleve Kylle, Pylle og Rylle, Politimester Striks, Supermule og Lille Stygge Ulv i fjernsynet.

## Danske stemmer
- Mickey Mouse – Anders Bircow
- Minnie Mouse – Louise Engell
- Anders And – Dick Kaysø
- Andersine And – Annette Heick
- Fedtmule – Johan Vinde
- Sorteper, Pluto, Pumba, Titler, Gaston, Praktiske Gris – Lars Thiesgaard
- Mike – Donald Andersen
- Raptus von And, Timon, Skralde, Tvilling Di og Dum – Henrik Koefoed
- Fru Skildpadde, Shelbys mor, Rip, Rap og Rup, Høne, Klara, Enke, Pelikan, Arakuanen – Vibeke Dueholm
- Max Mule – Laus Høybye, Christian Potalivo
- Rollo Rottenweiler, Prosit, Censor 2, Spionsæt, Pegasus, Lystig, Publikum, Sorte Slyngel, Plage, Buzzie, Spiker 2 – Thomas Mørk
- Alice, Ariel, Belle, Tornerose, Prinsesse Aurora – Louise Fribo
- Joakim von And, Kloksworth – John Hahn-Petersen
- Chip, Nora Malkeko, Askepot, Fløjtespiller Gris, Ursula, Violinist Gris – Pauline Rehné
- Chap – Remi Lewerissa
- Klavs Krikke, Agent, Væsel, Præst, Hr. Tudse, Prins John, Speaker 1 – Jens Jacob Tychsen
- Jago, Hattemager – Torben Zeller
- Jesper Fårekylling – John Martinus
- Cruella de Vil, Dronning, Malavia – Birgitte Raaberg
- Simba – Peter Jorde
- Lumière – Preben Kristensen
- Jafar, Shere-Kahn – Nis Bank-Mikkelsen
- Spejl – Stig Hoffmeyer
- Fortæller, Speaker – Jørn Gottlieb
- Peter Pan – Sebastian Jessen
- Den Lille Stygge Ulv – Andreas Jessen
- Chip, Pinocchio, Barn, Drengene – Julian Baltzer
- Hubert, Dorhåndtag, Den Store Stygge Ulv, Skurk, Vaks, Kæmpe – Peter Aude
- Skovbetjent, Striks – Esper Hagen
- Sebastian – Lasse Lunderskov
- Hades – Henning Jensen
- Gillian, Perle, Duchess – Jette Sievertsen
- Orchid – Trine Dyrholm
- Gaston – Per Høyer
- Klo – Steen Springborg
- Mushu – Jan Gintberg
- Aladdin – Søren Launbjerg
- Udyr – Lars Lippert

Titelsang sunget af: Anders Blichfeldt, Helle Henning, Trine Dansgaard

Kor: Lasse Lunderskov, Anders Ørsager, Vibeke Dueholm